# Hylaeus cyanurus
Hylaeus cyanurus är en biart som först beskrevs av Kirby 1802.  Hylaeus cyanurus ingår i släktet citronbin, och familjen korttungebin. Inga underarter finns listade i Catalogue of Life.

## Bildgalleri

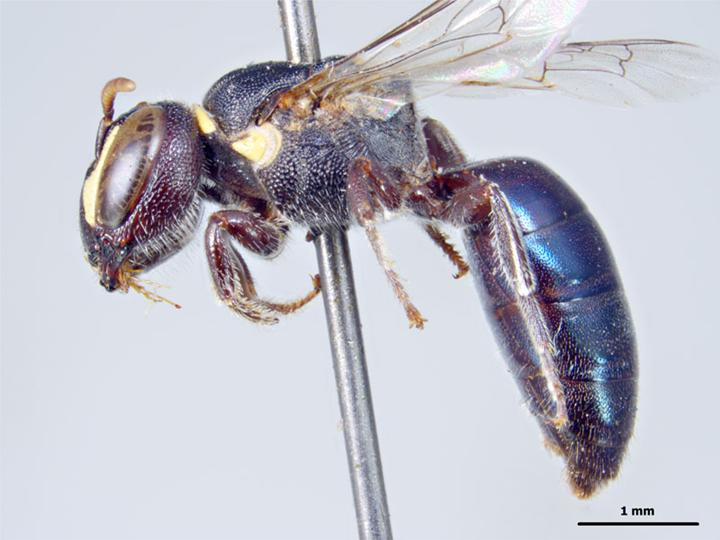